# Mohammed Jasem al-Qaree
Mohammed Jasem al-Qaree (* 11. Mai 1988) ist ein saudischer Leichtathlet, der sich auf den Zehnkampf spezialisiert.

## Sportliche Laufbahn
Erste internationale Erfahrung sammelte Mohammed Jasem al-Qaree bei den Arabischen Jugendmeisterschaften 2004 in Rabat, bei denen er mit 5700 Punkten die Goldmedaille im Achtkampf gewann. Im Jahr darauf nahm er an den Jugendweltmeisterschaften in Marrakesch teil, musste dort seinen Wettkampf aber vorzeitig beenden. 2006 gewann er bei den Juniorenasienmeisterschaften in Macau mit 6564 Punkten die Bronzemedaille im Zehnkampf. In den nächsten drei Jahren siegte er zweimal bei den Arabischen Meisterschaften in Amman und Damaskus sowie 2009 auch bei den Hallenasienspielen in Hanoi mit neuem Landesrekord im Hallensiebenkampf von 5791 Punkten. 2010 nahm er erstmals an den Asienspielen in Guangzhou teil, konnte aber nicht alle Disziplinen bestreiten, wie auch bei den Asienmeisterschaften in Kōbe im darauffolgenden Jahr. 2011 und 2015 siegte er weitere Male bei den Arabischen Meisterschaften und schied bei den Wettbewerben 2013 vorzeitig aus.  
2016 erfolgte die Teilnahme an den Hallenasienmeisterschaften in Doha, bei denen er mit 5579 Punkten den fünften Platz belegte. Im Jahr darauf siegte er mit 5343 Punkten knapp vor dem Thailänder Sutthisak Singkhon bei den Asian Indoor & Martial Arts Games in Aşgabat. 2018 nahm er erneut an den Asienspielen in Jakarta teil und konnte seinen Wettkampf nicht beenden.

## Persönliche Bestleistungen
- Zehnkampf: 7642 Punkte: 9. Oktober 2009 in Damaskus
  - Siebenkampf (Halle): 5791 Punkte: 2. November 2009 in Aşgabat (Saudischer Rekord)